# Olga Aleksandrovna van Rusland

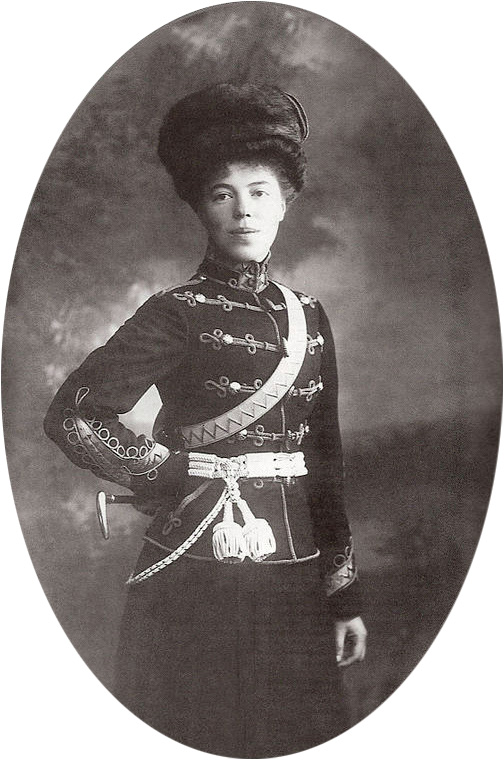
Olga Romanova in uniform

Olga Aleksandrovna Romanova (Russisch: Ольга Александровна Романова) (Peterhof, 13 juni 1882 – Toronto, 24 november 1960), grootvorstin van Rusland, was de jongste dochter van tsaar Alexander III en dus ook de jongere zus van tsaar Nicolaas II.

## Jeugd
Grootvorstin Olga werd op 13 juni 1882 geboren op het Alexander Paleis te Peterhof, Rusland, als de jongste dochter van tsaar Alexander III en diens echtgenote, tsarina Maria Fjodorovna. Ze had een gelukkige jeugd. De tsaar was gek op Olga en haar broer Michaël, die de twee jongste van zijn vijf kinderen waren en vanwege hun leeftijd het meeste thuis waren. Hij nam zijn kinderen vaak mee op lange wandelingen en leerde hun om kampvuren aan te leggen en op zoek te gaan naar paddenstoelen. Tsaar Alexander III stierf echter toen Olga slechts twaalf jaar oud was. Als tsaar werd Alexander opgevolgd door zijn oudste zoon, Nicolaas, maar als vader bleek hij onvervangbaar te zijn. Na haar vaders dood was Olga vaak in het gezelschap van haar kindermeisjes en honden te vinden, maar niet bij haar moeder. Olga en tsarina Maria hadden een slechte band; de tsarina werd door veel leden van de Russische adel als koud en afstandelijk beschouwd tegenover haar kinderen.

## Huwelijk en gezin
Olga trouwde met de Russische officier, Peter van Oldenburg (1868-1924). Hij was de zoon van hertog Alexander van Oldenburg en dus lid van de rijke, aristocratische familie Oldenburg. Hij had oud-tsarina Maria om de hand van haar jongste dochter gevraagd en ondanks dat algemeen bekend was dat Peter homoseksueel was, gaf Maria toestemming voor het huwelijk. De naïeve Olga, die toen negentien jaar oud was, stemde ook in met het huwelijk vanwege het vooruitzicht uit huis te kunnen gaan wonen. Op 21 juli 1901 werd het huwelijk voltrokken in een dure ceremonie. Olga kreeg vanwege haar huwelijk veel kostbare geschenken en ook haar nieuwe echtgenoot gaf zijn geld graag uit aan cadeaus voor haar. Het huwelijk leek voor de buitenwereld echter mooier dan het in werkelijkheid was. Peter was erg afstandelijk tegenover Olga en trok veel op met de andere legerofficieren. Het paar woonde in Gagra aan de Zwarte Zee en verhuisde naar Tsarskoje Selo, toen Peter daar werd gestationeerd. Uit het huwelijk werden geen kinderen geboren.
Olga was niet gelukkig in haar huwelijk en gaf er dan ook de voorkeur aan om niet in het gezelschap van Peter te verkeren. In plaats daarvan bracht ze veel tijd door met haar broer Nicolaas en zijn echtgenote Alexandra, met wie ze een zeer hechte band kreeg. De grootvorstin trok vaak op met de dochters van Nicolaas en Alexandra. Ze nam ze regelmatig mee met de trein van Tsarskoje Selo naar Sint-Petersburg om ze het land te laten zien. In Sint-Petersburg gingen ze vervolgens naar het paleis van Olga’s moeder, waar Olga feesten organiseerde voor haar nichtjes. Op die manier konden ze andere leeftijdgenootjes ontmoeten. Grootvorstin Olga hield deze feesten geheim voor Nicolaas en Alexandra, die in haar ogen zeer overbezorgd waren.
Het begin van de Eerste Wereldoorlog betekende een grote omslag voor Olga. Ze volgde een zusteropleiding en ging aan het werk in ziekenhuizen aan het front. Hier werd ze verliefd op haar tweede echtgenoot. Dit betekende het einde van haar huwelijk met Peter. Met toestemming van de tsaar werd het huwelijk ontbonden, waarna Olga op 1 november 1916 in het huwelijk trad met Nikolai Kulikovsky (1882-1958). Dit was in tegenstelling tot het huwelijk met Peter een gelukkig huwelijk dat op liefde gebaseerd was. Uit dit huwelijk werden twee zoons geboren: Tikhon Kulikovsky (1917-1993) en Gouri Kulikovsky (1919-1984). Beide zoons hebben ook nakomelingen, die in Canada, Denemarken en Australië woonachtig zijn.

## Russische Revolutie
Toen de Russische Revolutie uitbrak, vluchtten Olga en Nikolai naar Denemarken. Olga verloor hierdoor al haar kostbaarheden, waaronder een grote collectie juwelen die ze gedurende haar leven had verzameld. In Denemarken leefden Olga en Nikolai in ballingschap samen met oud-tsarina Maria, die haar onvrede over Olga’s scheiding en tweede huwelijk wist te onderdrukken. 
Olga was erg geschokt, toen ze hoorde dat Nicolaas, Alexandra en hun kinderen waren vermoord door de bolsjewieken. Ze reisde in 1925 dan ook meteen af naar Berlijn, toen ze hoorde dat daar een vrouw woonde die haar nichtje Anastasia beweerde te zijn. Olga identificeerde deze vrouw, die nu bekend is als Anna Anderson, niet als haar nichtje en reisde teleurgesteld terug naar Denemarken.
Daar overleed haar moeder in 1928. Tijdens de Tweede Wereldoorlog werd Olga door Stalin voor landverrader uitgemaakt: ze zou volgens hem hebben samengespannen met de Duitsers. Olga werd in Denemarken bedreigd en vreesde voor haar leven. In 1948 vluchtte ze voor de tweede keer, dit keer naar Canada. Op 66-jarige leeftijd kocht Olga met haar echtgenoot een stuk grond ten westen van Toronto. Daar bracht ze de laatste jaren van haar leven door met schilderen, viool spelen en het opvoeden van haar kinderen. Nikolai stierf in 1958, waarna Olga verhuisde naar een appartement boven een kapsalon in Toronto. Daar overleed ze op 24 november 1960. 
Ze werd naast Nikolai op de begraafplaats North York in Toronto begraven. Haar begrafenis werd door veel Russische immigranten bijgewoond en haar overlijden werd door verschillende kranten als het einde van Keizerlijk Rusland omschreven.

## Kwartierstaat
| Nicolaas I van Rusland (1796–1855) | Nicolaas I van Rusland (1796–1855) | Nicolaas I van Rusland (1796–1855) | Nicolaas I van Rusland (1796–1855) | Nicolaas I van Rusland (1796–1855)   | Nicolaas I van Rusland (1796–1855)   | Charlotte van Pruisen (1798-1860)    | Charlotte van Pruisen (1798-1860)    | Charlotte van Pruisen (1798-1860)    | Charlotte van Pruisen (1798-1860)    | Charlotte van Pruisen (1798-1860)     | Charlotte van Pruisen (1798-1860)     |                                                   |                                                   | Lodewijk II van Hessen-Darmstadt (1777-1848)      | Lodewijk II van Hessen-Darmstadt (1777-1848)      | Lodewijk II van Hessen-Darmstadt (1777-1848)      | Lodewijk II van Hessen-Darmstadt (1777-1848)      | Lodewijk II van Hessen-Darmstadt (1777-1848) | Lodewijk II van Hessen-Darmstadt (1777-1848) | Wilhelmina van Baden (1788-1836)               | Wilhelmina van Baden (1788-1836)               | Wilhelmina van Baden (1788-1836)               | Wilhelmina van Baden (1788-1836)               | Wilhelmina van Baden (1788-1836)               | Wilhelmina van Baden (1788-1836)               |  |  | Frederik Willem van Sleeswijk- Holstein-Sonderburg-Glücksburg (1785-1831) | Frederik Willem van Sleeswijk- Holstein-Sonderburg-Glücksburg (1785-1831) | Frederik Willem van Sleeswijk- Holstein-Sonderburg-Glücksburg (1785-1831) | Frederik Willem van Sleeswijk- Holstein-Sonderburg-Glücksburg (1785-1831) | Frederik Willem van Sleeswijk- Holstein-Sonderburg-Glücksburg (1785-1831) | Frederik Willem van Sleeswijk- Holstein-Sonderburg-Glücksburg (1785-1831) | Louise Caroline van Hesse-Kassel (1789-1867) | Louise Caroline van Hesse-Kassel (1789-1867) | Louise Caroline van Hesse-Kassel (1789-1867)    | Louise Caroline van Hesse-Kassel (1789-1867)    | Louise Caroline van Hesse-Kassel (1789-1867)    | Louise Caroline van Hesse-Kassel (1789-1867)    |                                                 |                                                 | Willem van Hessen-Kassel (1787-1867) | Willem van Hessen-Kassel (1787-1867) | Willem van Hessen-Kassel (1787-1867)       | Willem van Hessen-Kassel (1787-1867)       | Willem van Hessen-Kassel (1787-1867)       | Willem van Hessen-Kassel (1787-1867)       | Louise Charlotte van Denemarken (1789-1864) | Louise Charlotte van Denemarken (1789-1864) | Louise Charlotte van Denemarken (1789-1864) | Louise Charlotte van Denemarken (1789-1864) | Louise Charlotte van Denemarken (1789-1864) | Louise Charlotte van Denemarken (1789-1864) |  |  |  |  |  |  |  |  |  |  |  |  |  |  |  |  |  |  |  |  |  |  |  |  |  |  |  |  |  |  |  |  |  |  |  |  |  |  |  |  |  |  |  |  |  |  |  |  |
| Nicolaas I van Rusland (1796–1855) | Nicolaas I van Rusland (1796–1855) | Nicolaas I van Rusland (1796–1855) | Nicolaas I van Rusland (1796–1855) | Nicolaas I van Rusland (1796–1855)   | Nicolaas I van Rusland (1796–1855)   | Charlotte van Pruisen (1798-1860)    | Charlotte van Pruisen (1798-1860)    | Charlotte van Pruisen (1798-1860)    | Charlotte van Pruisen (1798-1860)    | Charlotte van Pruisen (1798-1860)     | Charlotte van Pruisen (1798-1860)     |                                                   |                                                   | Lodewijk II van Hessen-Darmstadt (1777-1848)      | Lodewijk II van Hessen-Darmstadt (1777-1848)      | Lodewijk II van Hessen-Darmstadt (1777-1848)      | Lodewijk II van Hessen-Darmstadt (1777-1848)      | Lodewijk II van Hessen-Darmstadt (1777-1848) | Lodewijk II van Hessen-Darmstadt (1777-1848) | Wilhelmina van Baden (1788-1836)               | Wilhelmina van Baden (1788-1836)               | Wilhelmina van Baden (1788-1836)               | Wilhelmina van Baden (1788-1836)               | Wilhelmina van Baden (1788-1836)               | Wilhelmina van Baden (1788-1836)               |  |  | Frederik Willem van Sleeswijk- Holstein-Sonderburg-Glücksburg (1785-1831) | Frederik Willem van Sleeswijk- Holstein-Sonderburg-Glücksburg (1785-1831) | Frederik Willem van Sleeswijk- Holstein-Sonderburg-Glücksburg (1785-1831) | Frederik Willem van Sleeswijk- Holstein-Sonderburg-Glücksburg (1785-1831) | Frederik Willem van Sleeswijk- Holstein-Sonderburg-Glücksburg (1785-1831) | Frederik Willem van Sleeswijk- Holstein-Sonderburg-Glücksburg (1785-1831) | Louise Caroline van Hesse-Kassel (1789-1867) | Louise Caroline van Hesse-Kassel (1789-1867) | Louise Caroline van Hesse-Kassel (1789-1867)    | Louise Caroline van Hesse-Kassel (1789-1867)    | Louise Caroline van Hesse-Kassel (1789-1867)    | Louise Caroline van Hesse-Kassel (1789-1867)    |                                                 |                                                 | Willem van Hessen-Kassel (1787-1867) | Willem van Hessen-Kassel (1787-1867) | Willem van Hessen-Kassel (1787-1867)       | Willem van Hessen-Kassel (1787-1867)       | Willem van Hessen-Kassel (1787-1867)       | Willem van Hessen-Kassel (1787-1867)       | Louise Charlotte van Denemarken (1789-1864) | Louise Charlotte van Denemarken (1789-1864) | Louise Charlotte van Denemarken (1789-1864) | Louise Charlotte van Denemarken (1789-1864) | Louise Charlotte van Denemarken (1789-1864) | Louise Charlotte van Denemarken (1789-1864) |  |  |  |  |  |  |  |  |  |  |  |  |  |  |  |  |  |  |  |  |  |  |  |  |  |  |  |  |  |  |  |  |  |  |  |  |  |  |  |  |  |  |  |  |  |  |  |  |
|                                    |                                    |                                    |                                    |                                      |                                      |                                      |                                      |                                      |                                      |                                       |                                       |                                                   |                                                   |                                                   |                                                   |                                                   |                                                   |                                              |                                              |                                                |                                                |                                                |                                                |                                                |                                                |  |  |                                                                           |                                                                           |                                                                           |                                                                           |                                                                           |                                                                           |                                              |                                              |                                                 |                                                 |                                                 |                                                 |                                                 |                                                 |                                      |                                      |                                            |                                            |                                            |                                            |                                             |                                             |                                             |                                             |                                             |                                             |  |  |  |  |  |  |  |  |  |  |  |  |  |  |  |  |  |  |  |  |  |  |  |  |  |  |  |  |  |  |  |  |  |  |  |  |  |  |  |  |  |  |  |  |  |  |  |  |
|                                    |                                    |                                    |                                    | Alexander II van Rusland (1818–1881) | Alexander II van Rusland (1818–1881) | Alexander II van Rusland (1818–1881) | Alexander II van Rusland (1818–1881) | Alexander II van Rusland (1818–1881) | Alexander II van Rusland (1818–1881) |                                       |                                       |                                                   |                                                   |                                                   |                                                   | Marie van Hessen-Darmstadt (1824-1880)            | Marie van Hessen-Darmstadt (1824-1880)            | Marie van Hessen-Darmstadt (1824-1880)       | Marie van Hessen-Darmstadt (1824-1880)       | Marie van Hessen-Darmstadt (1824-1880)         | Marie van Hessen-Darmstadt (1824-1880)         |                                                |                                                |                                                |                                                |  |  |                                                                           |                                                                           |                                                                           |                                                                           | Christiaan IX van Denemarken (1818-1906)                                  | Christiaan IX van Denemarken (1818-1906)                                  | Christiaan IX van Denemarken (1818-1906)     | Christiaan IX van Denemarken (1818-1906)     | Christiaan IX van Denemarken (1818-1906)        | Christiaan IX van Denemarken (1818-1906)        |                                                 |                                                 |                                                 |                                                 |                                      |                                      | Louise van Hessen-Kassel (1817-1898)       | Louise van Hessen-Kassel (1817-1898)       | Louise van Hessen-Kassel (1817-1898)       | Louise van Hessen-Kassel (1817-1898)       | Louise van Hessen-Kassel (1817-1898)        | Louise van Hessen-Kassel (1817-1898)        |                                             |                                             |                                             |                                             |  |  |  |  |  |  |  |  |  |  |  |  |  |  |  |  |  |  |  |  |  |  |  |  |  |  |  |  |  |  |  |  |  |  |  |  |  |  |  |  |  |  |  |  |  |  |  |  |
|                                    |                                    |                                    |                                    | Alexander II van Rusland (1818–1881) | Alexander II van Rusland (1818–1881) | Alexander II van Rusland (1818–1881) | Alexander II van Rusland (1818–1881) | Alexander II van Rusland (1818–1881) | Alexander II van Rusland (1818–1881) |                                       |                                       |                                                   |                                                   |                                                   |                                                   | Marie van Hessen-Darmstadt (1824-1880)            | Marie van Hessen-Darmstadt (1824-1880)            | Marie van Hessen-Darmstadt (1824-1880)       | Marie van Hessen-Darmstadt (1824-1880)       | Marie van Hessen-Darmstadt (1824-1880)         | Marie van Hessen-Darmstadt (1824-1880)         |                                                |                                                |                                                |                                                |  |  |                                                                           |                                                                           |                                                                           |                                                                           | Christiaan IX van Denemarken (1818-1906)                                  | Christiaan IX van Denemarken (1818-1906)                                  | Christiaan IX van Denemarken (1818-1906)     | Christiaan IX van Denemarken (1818-1906)     | Christiaan IX van Denemarken (1818-1906)        | Christiaan IX van Denemarken (1818-1906)        |                                                 |                                                 |                                                 |                                                 |                                      |                                      | Louise van Hessen-Kassel (1817-1898)       | Louise van Hessen-Kassel (1817-1898)       | Louise van Hessen-Kassel (1817-1898)       | Louise van Hessen-Kassel (1817-1898)       | Louise van Hessen-Kassel (1817-1898)        | Louise van Hessen-Kassel (1817-1898)        |                                             |                                             |                                             |                                             |  |  |  |  |  |  |  |  |  |  |  |  |  |  |  |  |  |  |  |  |  |  |  |  |  |  |  |  |  |  |  |  |  |  |  |  |  |  |  |  |  |  |  |  |  |  |  |  |
|                                    |                                    |                                    |                                    |                                      |                                      |                                      |                                      |                                      |                                      | Alexander III van Rusland (1845–1894) | Alexander III van Rusland (1845–1894) | Alexander III van Rusland (1845–1894)             | Alexander III van Rusland (1845–1894)             | Alexander III van Rusland (1845–1894)             | Alexander III van Rusland (1845–1894)             |                                                   |                                                   |                                              |                                              |                                                |                                                |                                                |                                                |                                                |                                                |  |  |                                                                           |                                                                           |                                                                           |                                                                           |                                                                           |                                                                           |                                              |                                              |                                                 |                                                 | Dagmar van Denemarken (1847-1928)               | Dagmar van Denemarken (1847-1928)               | Dagmar van Denemarken (1847-1928)               | Dagmar van Denemarken (1847-1928)               | Dagmar van Denemarken (1847-1928)    | Dagmar van Denemarken (1847-1928)    |                                            |                                            |                                            |                                            |                                             |                                             |                                             |                                             |                                             |                                             |  |  |  |  |  |  |  |  |  |  |  |  |  |  |  |  |  |  |  |  |  |  |  |  |  |  |  |  |  |  |  |  |  |  |  |  |  |  |  |  |  |  |  |  |  |  |  |  |
|                                    |                                    |                                    |                                    |                                      |                                      |                                      |                                      |                                      |                                      | Alexander III van Rusland (1845–1894) | Alexander III van Rusland (1845–1894) | Alexander III van Rusland (1845–1894)             | Alexander III van Rusland (1845–1894)             | Alexander III van Rusland (1845–1894)             | Alexander III van Rusland (1845–1894)             |                                                   |                                                   |                                              |                                              |                                                |                                                |                                                |                                                |                                                |                                                |  |  |                                                                           |                                                                           |                                                                           |                                                                           |                                                                           |                                                                           |                                              |                                              |                                                 |                                                 | Dagmar van Denemarken (1847-1928)               | Dagmar van Denemarken (1847-1928)               | Dagmar van Denemarken (1847-1928)               | Dagmar van Denemarken (1847-1928)               | Dagmar van Denemarken (1847-1928)    | Dagmar van Denemarken (1847-1928)    |                                            |                                            |                                            |                                            |                                             |                                             |                                             |                                             |                                             |                                             |  |  |  |  |  |  |  |  |  |  |  |  |  |  |  |  |  |  |  |  |  |  |  |  |  |  |  |  |  |  |  |  |  |  |  |  |  |  |  |  |  |  |  |  |  |  |  |  |
|                                    |                                    |                                    |                                    |                                      |                                      |                                      |                                      |                                      |                                      |                                       |                                       |                                                   |                                                   |                                                   |                                                   |                                                   |                                                   |                                              |                                              |                                                |                                                |                                                |                                                |                                                |                                                |  |  |                                                                           |                                                                           |                                                                           |                                                                           |                                                                           |                                                                           |                                              |                                              |                                                 |                                                 |                                                 |                                                 |                                                 |                                                 |                                      |                                      |                                            |                                            |                                            |                                            |                                             |                                             |                                             |                                             |                                             |                                             |  |  |  |  |  |  |  |  |  |  |  |  |  |  |  |  |  |  |  |  |  |  |  |  |  |  |  |  |  |  |  |  |  |  |  |  |  |  |  |  |  |  |  |  |  |  |  |  |
|                                    |                                    |                                    |                                    |                                      |                                      |                                      |                                      |                                      |                                      |                                       |                                       |                                                   |                                                   |                                                   |                                                   |                                                   |                                                   |                                              |                                              |                                                |                                                |                                                |                                                |                                                |                                                |  |  |                                                                           |                                                                           |                                                                           |                                                                           |                                                                           |                                                                           |                                              |                                              |                                                 |                                                 |                                                 |                                                 |                                                 |                                                 |                                      |                                      |                                            |                                            |                                            |                                            |                                             |                                             |                                             |                                             |                                             |                                             |  |  |  |  |  |  |  |  |  |  |  |  |  |  |  |  |  |  |  |  |  |  |  |  |  |  |  |  |  |  |  |  |  |  |  |  |  |  |  |  |  |  |  |  |  |  |  |  |
|                                    |                                    |                                    |                                    | Nicolaas II van Rusland (1868–1918)  | Nicolaas II van Rusland (1868–1918)  | Nicolaas II van Rusland (1868–1918)  | Nicolaas II van Rusland (1868–1918)  | Nicolaas II van Rusland (1868–1918)  | Nicolaas II van Rusland (1868–1918)  |                                       |                                       | Alexander Aleksandrovitsj van Rusland (1869-1870) | Alexander Aleksandrovitsj van Rusland (1869-1870) | Alexander Aleksandrovitsj van Rusland (1869-1870) | Alexander Aleksandrovitsj van Rusland (1869-1870) | Alexander Aleksandrovitsj van Rusland (1869-1870) | Alexander Aleksandrovitsj van Rusland (1869-1870) |                                              |                                              | Georgi Aleksandrovitsj van Rusland (1871-1899) | Georgi Aleksandrovitsj van Rusland (1871-1899) | Georgi Aleksandrovitsj van Rusland (1871-1899) | Georgi Aleksandrovitsj van Rusland (1871-1899) | Georgi Aleksandrovitsj van Rusland (1871-1899) | Georgi Aleksandrovitsj van Rusland (1871-1899) |  |  | Xenia Aleksandrovna van Rusland (1875-1960)                               | Xenia Aleksandrovna van Rusland (1875-1960)                               | Xenia Aleksandrovna van Rusland (1875-1960)                               | Xenia Aleksandrovna van Rusland (1875-1960)                               | Xenia Aleksandrovna van Rusland (1875-1960)                               | Xenia Aleksandrovna van Rusland (1875-1960)                               |                                              |                                              | Michaël Aleksandrovitsj van Rusland (1878-1918) | Michaël Aleksandrovitsj van Rusland (1878-1918) | Michaël Aleksandrovitsj van Rusland (1878-1918) | Michaël Aleksandrovitsj van Rusland (1878-1918) | Michaël Aleksandrovitsj van Rusland (1878-1918) | Michaël Aleksandrovitsj van Rusland (1878-1918) |                                      |                                      | Olga Aleksandrovna van Rusland (1882-1960) | Olga Aleksandrovna van Rusland (1882-1960) | Olga Aleksandrovna van Rusland (1882-1960) | Olga Aleksandrovna van Rusland (1882-1960) | Olga Aleksandrovna van Rusland (1882-1960)  | Olga Aleksandrovna van Rusland (1882-1960)  |                                             |                                             |                                             |                                             |  |  |  |  |  |  |  |  |  |  |  |  |  |  |  |  |  |  |  |  |  |  |  |  |  |  |  |  |  |  |  |  |  |  |  |  |  |  |  |  |  |  |  |  |  |  |  |  |